# Línea 60 (EMT Madrid)
La línea 60 de la EMT de Madrid une la Plaza de la Cebada con la estación de Orcasitas.

## Características
Esta línea radial comunica Orcasitas con el centro de Madrid al igual que lo hace la línea 6. La diferencia entre ambas está en que la línea 6 une Orcasitas con los intercambiadores de Legazpi y Atocha y da servicio al corazón del barrio de Almendrales (Usera), mientras que la línea 60 une Orcasitas con el intercambiador de Plaza Elíptica, atiende la zona industrial de Orcasitas y el Paseo de Santa María de la Cabeza dentro del distrito de Usera.
Esta línea fue creada el 14 de febrero de 1971, después de que la periférica P-14 fuese municipalizada, con el trayecto Embajadores-Orcasitas.
Debido al mercado de El Rastro los domingos y festivos entre las 9h y las 16 horas la línea tenía su cabecera en Puerta de Toledo junto la estación de metro. Esta restricción fue levantada en marzo de 2020 y desde entonces la línea presta servicio en su totalidad del recorrido todos los días.

### Frecuencias
| Lunes a viernes laborables |               |
| De 6:00 a 7:00             | 6-12 minutos  |
| De 7:00 a 20:00            | 5-9 minutos   |
| De 20:00 a 23:00           | 8-20 minutos  |
| Sábados laborables         |               |
| De 6:00 a 9:00             | 12-22 minutos |
| De 9:00 a 21:00            | 10-15 minutos |
| De 21:00 a 23:00           | 13-20 minutos |
| Domingos y festivos        |               |
| De 7:00 a 10:00            | 12-22 minutos |
| De 10:00 a 14:00           | 11-14 minutos |
| De 14:00 a 23:00           | 13-25 minutos |

## Recorrido y paradas

### Sentido Orcasitas
La línea inicia su recorrido en la Plaza de la Cebada. Desde aquí gira a la derecha para tomar la calle de Toledo bajando hasta la Puerta de Toledo, donde sale por la Ronda de Toledo, que recorre entera hasta la Glorieta de Embajadores.
En esta glorieta se dirige hacia el sureste por la calle Embajadores, por la que baja hasta la Glorieta de Santa María de la Cabeza, donde gira a la derecha para incorporarse al Paseo de Santa María de la Cabeza, que recorre hasta el final, en la Plaza Elíptica cruzando sobre el río Manzanares.
Al llegar a la Plaza Elíptica, toma la salida hacia la calle Marcelo Usera, adentrándose en el distrito de Usera. Poco después de entrar por Marcelo Usera, gira a la derecha por la Avenida de Rafaela Ybarra. A continuación la línea circula por esta avenida en dirección sur hasta entrar en el barrio de Orcasitas, dentro del cual da servicio a la calle Leiza girando a la derecha, gira a la izquierda para incorporarse a la calle Guetaria, de nuevo a la izquierda por la calle Ordicia y al final de esta sigue de frente por la calle Simca, donde tiene su cabecera, cerca de la estación de cercanías homónima.
| Código | Parada                                   | Común con       | Conexiones con Metro y Cercanías | Otros |
| ------ | ---------------------------------------- | --------------- | -------------------------------- | ----- |
| 2588   | PLAZA DE LA CEBADA                       |                 | La Latina                        |       |
| 547    | Toledo-Humilladero                       | 17 18 23 35 002 |                                  |       |
| 2589   | Toledo-La Paloma                         | 17 18 23 35 002 | Puerta de Toledo                 |       |
| 2358   | El Rastro                                | 41 148 C2 C03   |                                  |       |
| 2356   | Embajadores-Ronda de Toledo              | 41 148 C2 C03   | Embajadores                      |       |
| 2591   | Embajadores                              | 148             | Embajadores                      |       |
| 2818   | Embajadores-Santa María de la Cabeza     | 78 148          |                                  |       |
| 5623   | Santa María de la Cabeza-Puente de Praga | 55              |                                  |       |
| 2536   | Santa María de la Cabeza-Parque Bomberos | 55              |                                  |       |
| 2538   | Puente de los Capuchinos                 | 55 E1           |                                  |       |
| 2540   | Santa María de la Cabeza-Zújar           | 55              |                                  |       |
| 3135   | Plaza Elíptica                           | 55 116          | Plaza Elíptica                   |       |
| 5050   | Plaza Elíptica-Marcelo Usera             | 81              |                                  |       |
| 2429   | Marcelo Usera-Rafaela Ybarra             | 47 81 247       |                                  |       |
| 1947   | Junta Municipal Usera                    | 6 81            |                                  |       |
| 1949   | Rafaela Ybarra-Marina Vega               | 6 81            |                                  |       |
| 1951   | Rafaela Ybarra-Pradolongo                | 6 81            |                                  |       |
| 1953   | Polideportivo Orcasitas                  | 6 81            |                                  |       |
| 1955   | Avenida de los Poblados-Rafaela Ybarra   | 6 78 81         |                                  |       |
| 1957   | Rafaela Ybarra-Cestona                   | 6 78 81 116 131 |                                  |       |
| 3075   | Leiza-Rafaela Ybarra                     |                 |                                  |       |
| 3152   | Guetaria-Leiza                           |                 |                                  |       |
| 3154   | Guetaria-Alzola                          |                 |                                  |       |
| 3171   | Guetaria-Ordicia                         |                 |                                  |       |
| 3189   | Rafaela Ybarra-Centro Comercial          |                 |                                  |       |
| 5008   | Simca-Talbot                             |                 |                                  |       |
| 5010   | Simca-Horizon                            |                 |                                  |       |
| 5012   | ORCASITAS (C/ Simca, 18)                 |                 | Orcasitas                        |       |

### Sentido Plaza de la Cebada
La línea inicia su recorrido en la calle de Simca, que recorre hasta el final girando a la derecha por la Avenida de Rafaela Ybarra, que abandona poco después girando a la izquierda por la calle Alzola y al final de esta a la derecha por la calle Guetaria, que recorre hasta el final girando a la derecha por la Avenida de los Poblados.
En la siguiente intersección gira a la izquierda por la Avenida de Rafaela Ybarra saliendo ya del barrio de Orcasitas para adentrarse en Pradolongo (Usera). A partir de aquí el recorrido de vuelta es igual al de ida hasta llegar a la Puerta de Toledo, donde sale por la Gran Vía de San Francisco hasta pasar junto a la iglesia de San Francisco El Grande, donde gira a la derecha subiendo por la carrera de San Francisco hasta llegar a la plaza de la Cebada, donde tiene su cabecera.
| Código | Parada                                   | Común con     | Conexiones con Metro y Cercanías | Otros |
| ------ | ---------------------------------------- | ------------- | -------------------------------- | ----- |
| 5012   | ORCASITAS (C/ Simca, 18)                 |               | Orcasitas                        |       |
| 5011   | Simca-Horizon                            |               |                                  |       |
| 5009   | Simca-Dodge                              |               |                                  |       |
| 3736   | Rafaela Ybarra-Centro Comercial          | 131           |                                  |       |
| 5007   | Rafaela Ybarra-Alzola                    |               |                                  |       |
| 1960   | Guetaria-Alzola                          |               |                                  |       |
| 1961   | Guetaria-Leiza                           | 6             |                                  |       |
| 1962   | Guetaria-Tolosa                          | 6             |                                  |       |
| 1963   | Avenida de los Poblados-Rafaela Ybarra   | 6 116 121 131 |                                  |       |
| 4814   | Avenida de los Poblados-Rafaela Ybarra   | 6 78 81       |                                  |       |
| 4815   | Polideportivo Orcasitas                  | 6 81          |                                  |       |
| 5288   | Rafaela Ybarra-Parque de la Paloma       | 6 81          |                                  |       |
| 1950   | Rafaela Ybarra-Marina Vega               | 6 81          |                                  |       |
| 1948   | Junta Municipal Usera                    | 6 81          |                                  |       |
| 2428   | Marcelo Usera-Rafaela Ybarra             | 47 81 247     |                                  |       |
| 2596   | Plaza Elíptica                           |               | Plaza Elíptica                   |       |
| 2541   | Santa María de la Cabeza-Zújar           | 55            |                                  |       |
| 2539   | Puente de los Capuchinos                 | 55 E1         |                                  |       |
| 2537   | Santa María de la Cabeza-Parque Bomberos | 55            |                                  |       |
| 2535   | Santa María de la Cabeza-Puente Praga    | 55 E1         |                                  |       |
| 5335   | Santa María de la Cabeza-Cáceres         | 55            |                                  |       |
| 2819   | Embajadores-Santa María de la Cabeza     | 78 148        |                                  |       |
| 2592   | Embajadores                              | 78 148        | Embajadores                      |       |
| 2355   | Embajadores (Ronda de Toledo, 11)        | 41 148 C1 C03 | Embajadores                      |       |
| 2357   | El Rastro                                | 41 148 C1 C03 |                                  |       |
| 1884   | Puerta de Toledo                         | 3 148 M3      | Puerta de Toledo                 |       |
| 1882   | La Paloma                                | 3 148 M3      |                                  |       |
| 2590   | San Francisco El Grande                  |               |                                  |       |
| 2588   | PLAZA CEBADA                             |               | La Latina                        |       |

## Galería de imágenes

Mapa zonal de la estación de metro de Embajadores con los recorridos de las líneas de autobuses, entre las que aparece el 60.